# Стюарт, Фредерик, 4-й маркиз Лондондерри
Фредерик Уильям Роберт Стюарт, 4-й маркиз Лондондерри (англ. Frederick William Robert Stewart, 4th Marquess of Londonderry; 7 июля 1805 — 25 ноября 1872) — британский аристократ и политик-тори. Он носил титул учтивости — виконт Каслри с 1822 по 1854 год. С декабря 1834 по апрель 1835 года он недолго был вице-камергером двора при сэре Роберте Пиле.

## История и образование
Фредерик Стюарт родился 7 июля 1805 года на Гросвенор-сквер, Мейфэр, Лондон. Единственный сын Чарльза Стюарта, 3-го маркиза Лондондерри (1778—1854), и его первой жены, леди Кэтрин Блай (? — 1812). Его отец должен был стать 3-м маркизом Лондондерри, но в то время был всего лишь вторым сыном Роберта Стюарта, 1-го маркиза Лондондерри. Мать Фредерика была четвертой и младшей дочерью Джона Блая, 3-го графа Дарнли (1719—1781).
Он был единственным сыном своего отца от первого брака. В 1812 году, когда отец Фредерика служил в армии во время войны на полуострове, мать Фредерика умерла. Фредерику было семь лет. Его отец снова женился семь лет спустя, в 1819 году, и у Фредерика родились сводные братья и сестры.
За Фредериком присматривали его дядя и тетя, лорд и леди Каслри. В 1814 году он поступил в Итонский колледж (Виндзор, графство Беркшир), где пробыл до 1820 года. После того, как его отец унаследовал титул маркиза Лондондерри в 1822 году, Фредерик Стюарт стал известен под титулом виконта Каслри, который должен был быть его титулом в течение 32 лет до 1854 года. Он поступил в колледж Крайст-Черч в Оксфорде в 1823 году.

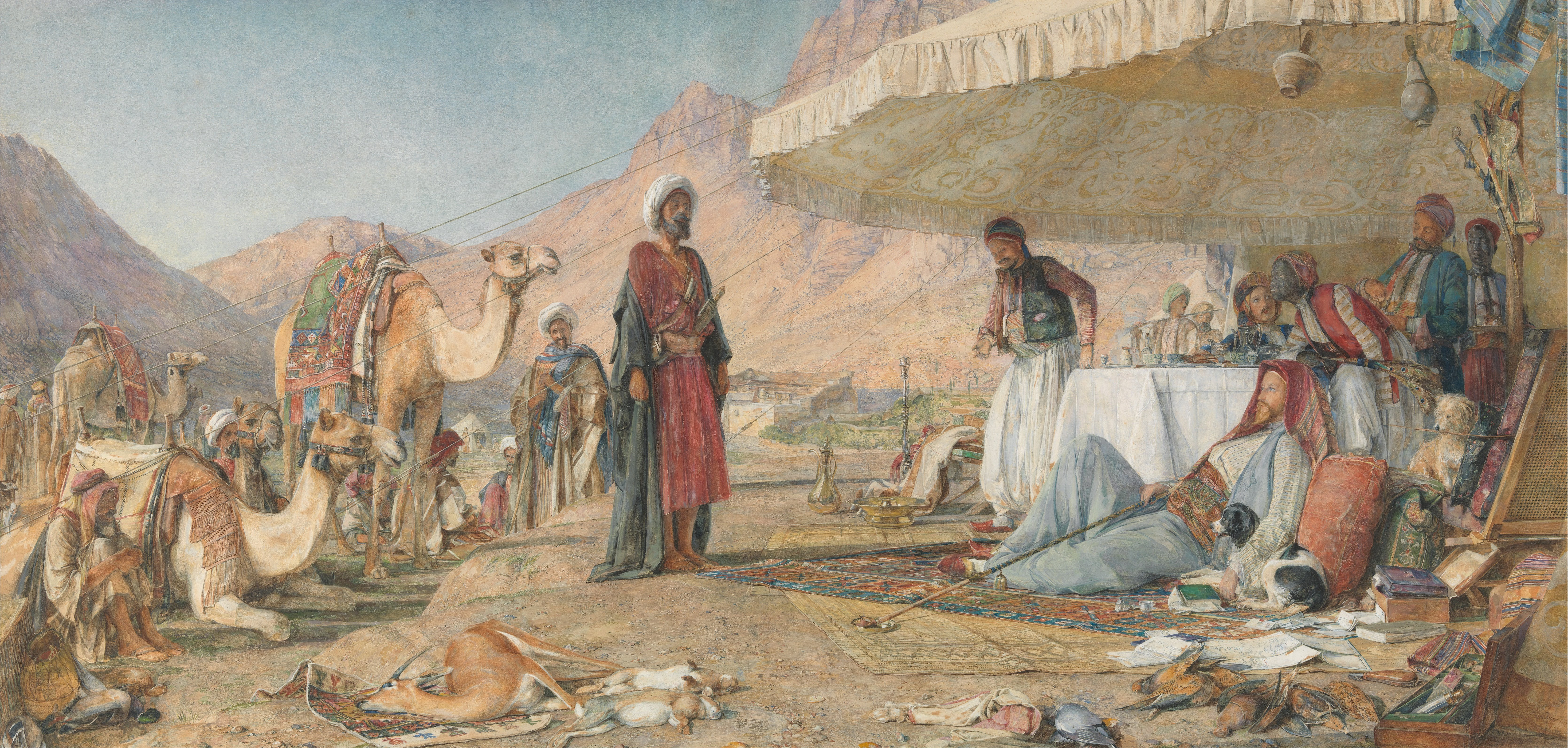
Фредерик Стюарт на горе Синай в мае 1842 года

## Политическая карьера
Фредерик Стюарт служил при герцоге Веллингтоне в качестве лорда адмиралтейства с 1828 по 1830 год и при сэре Роберте Пиле в качестве вице-камергера двора с декабря 1834 по апрель 1835 года. 23 февраля 1835 года он был приведен к присяге в Тайном совете Соединённого королевства.
Он был одним из членов Палаты общин Великобритании от графства Даун с 1826 по 1852 год. С 1845 по 1864 год он был лордом-лейтенантом Дауна. В 1856 году он был произведен в рыцари ордена Святого Патрика.

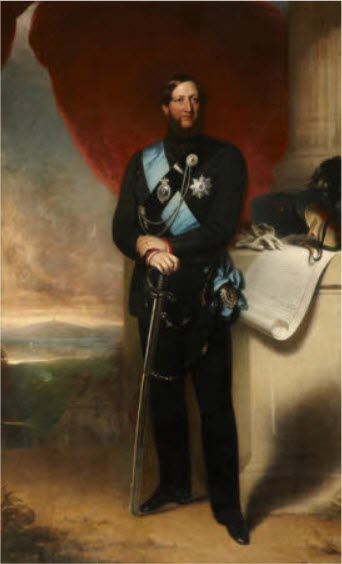
Фредерик Стюарт в качестве маркиза Лондондерри. На заднем плане слева показан вид с Маунт-Стюарта на озеро Стрэнджфорд на холме Скрэбо с его башней.

## Личная жизнь
В 1838 году граф Жерар де Мельси, муж итальянской оперной певицы Джулии Гризи (1811—1869), обнаружил письмо, написанное Джулии Фредериком Стюартом, и 16 июня того же года двое мужчин подрались на дуэли. Лорд Каслри был ранен в запястье, граф не пострадал. После дуэли Гризи бросила мужа и завела роман с лордом Каслри. Их сын, Джордж Фредерик Ормсби (1838—1901), родился в ноябре 1838 года и воспитывался своим отцом.
К 1852 году он «поссорился со своим отцом, 3-м маркизом Лондондерри, из-за их взглядов на земельный вопрос [и] был вынужден уйти в отставку из-за этих разногласий».
2 мая 1846 года в британском посольстве в Париже Фредерик Стюарт женился на леди Элизабет Фрэнсис Шарлотте Джослин (? — 2 сентября 1884), дочери Роберта Джослина, 3-го графа Родена (1788—1870), и достопочтенной Мэри Фрэнсис Кэтрин Стэплтон (ок. 1793—1861), вдове Ричарда Уингфилда, 6-го виконта Пауэрскорта (1815—1844). Детей от этого брака не было. В 1855 году его жена перешла в католичество.
6 марта 1854 года после смерти своего отца Фредерик Стюарт унаследовал титулы 4-го маркиза Лондондерри, 4-го графа Лондондерри, 4-го виконта Каслри, 4-го барона Лондондерри и 2-го барона Стюарта. Он построил башню Скрэбо как памятник памяти своего отца. В 1857 году он и его жена присутствовали на церемонии закладки первого камня.

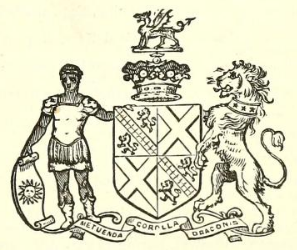
Герб 4-го маркиза Лондондерри

## Смерть и преемственность
В 1862 году маркизу Лондондерри был диагностирован как психически больной. Он был изолирован в психиатрической лечебнице в павильоне Уайт-Рок в Гастингсе. Он умер там 25 ноября 1872 года в возрасте 67 лет и был похоронен в монастыре Ньютаунардс. Его жена, вдовствующая маркиза Лондондерри, умерла 2 сентября 1884 года в возрасте 70 лет и была похоронена вместе с ним в двойной могиле в монастыре.
Поскольку у него не было законных детей, ему наследовал титул маркиза его сводный брат Джордж Вейн-Темпест, 2-й граф Вейн (1821—1884), ставший 5-м маркизом Лондондерри.